# Kefenrod
Kefenrod is een gemeente in de Duitse deelstaat Hessen, en maakt deel uit van de Wetteraukreis.
Kefenrod telt 2.695 inwoners.

## Plaatsen in de gemeente Kefenrod
- Bindsachsen
- Burgbracht
- Helfersdorf
- Hitzkirchen
- Kefenrod

Altenstadt ·
Bad Nauheim ·
Bad Vilbel ·
Büdingen ·
Butzbach ·
Echzell ·
Florstadt ·
Friedberg (Hessen) ·
Gedern ·
Glauburg ·
Hirzenhain ·
Karben ·
Kefenrod ·
Limeshain ·
Münzenberg ·
Nidda ·
Niddatal ·
Ober-Mörlen ·
Ortenberg ·
Ranstadt ·
Reichelsheim (Wetterau) ·
Rockenberg ·
Rosbach v.d. Höhe ·
Wölfersheim ·
Wöllstadt